# Antonio B. Won Pat International Airport

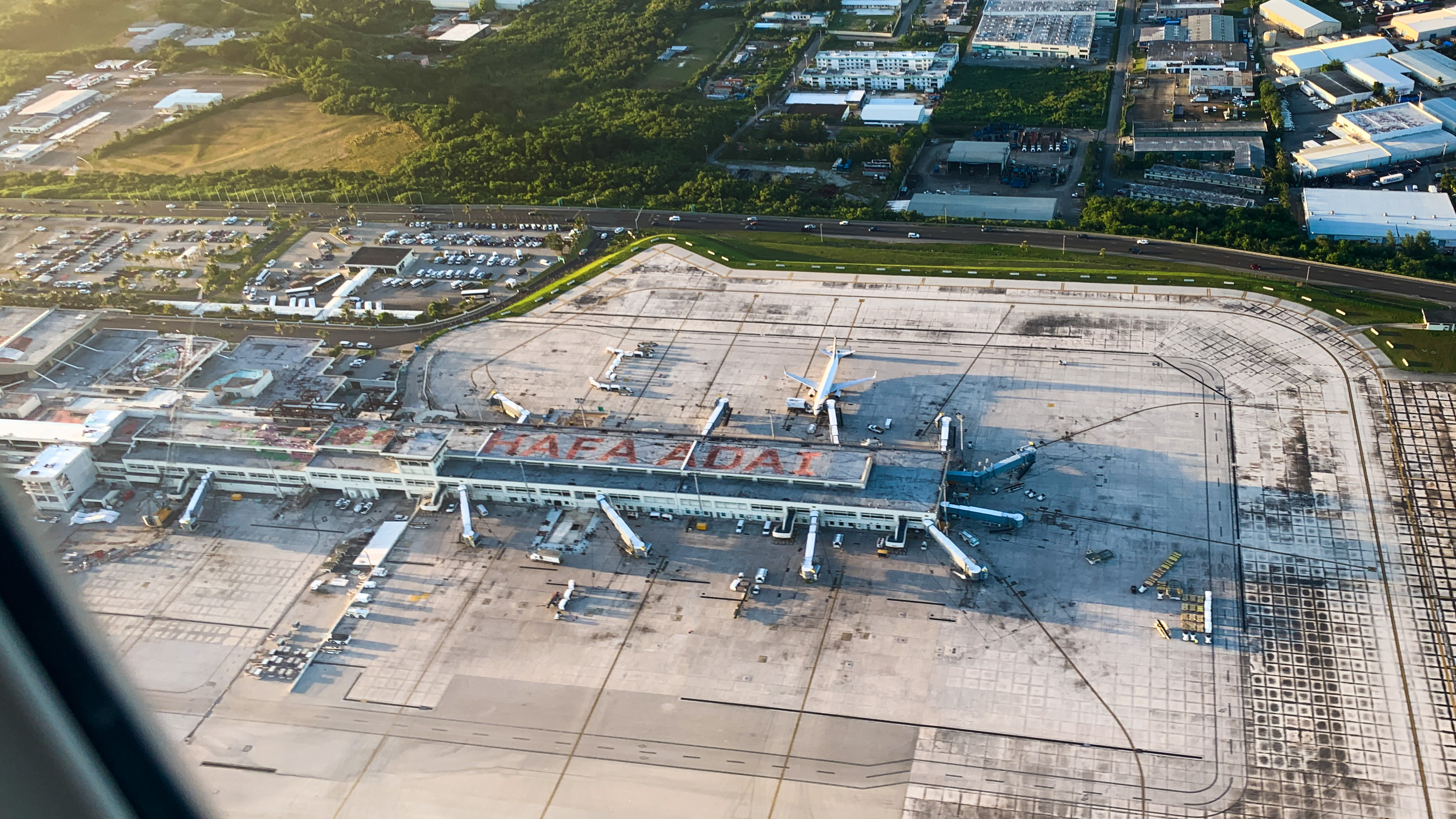

Antonio B. Won Pat International Airport (IATA-code: GUM, ICAO-code: PGUM) is een internationale luchthaven op het Amerikaans eiland Guam op grondgebied van de dorpen Tamuning en Barrigada, 4,8 km ten oosten van de hoofdstad Hagåtña.
De luchthaven is een primaire lokale hub voor United Airlines voor passagierstransport en een vrachthub voor Asia Pacific Airlines en is de enige internationale luchthaven in het gebied. De luchthaven is vernoemd naar Antonio Borja Won Pat, de eerste afgevaardigde van Guam naar het Huis van Afgevaardigden van de Verenigde Staten, en wordt geëxploiteerd door de AB Won Pat International Airport Authority, Guam (GIAA, Chamorro: Aturidat Puetton Batkon Airen Guahan Entenasionat), een agentschap van de regering van Guam.
De luchthaven beschikt over twee parallelle landingsbanen en vervoerde in 2018 3.800.000 passagiers. Er waren dat jaar 24.804 vliegbewegingen. Het zwaarste vliegtuigongeluk bij nadering van de luchthaven was Korean Air-vlucht 801 in 1997.

## Geschiedenis
De luchthaven werd rond 1943 gebouwd door de Japanse marine als militaire vliegveld Guamu Dai Ni (Guam nr. 2) als onderdeel van hun verdediging van de Marianen. Nadat het eiland in 1944 door Amerikaanse troepen was heroverd, werd het omgedoopt tot Agana Airfield, vanwege de nabijheid van de hoofdstad en diens toenmalige naamgeving. Na de oorlog gebruikte de USAAF het vliegveld voor de verdediging van de Marianen. In 1947 droeg de USAAF het vliegveld over aan de Amerikaanse marine, die haar faciliteiten consolideerde met die op de sluitende Harmon Air Force Base in 1949, en Naval Air Station Agana exploiteerde totdat het werd gesloten door de Base Realignment and Closure Commission van 1993.
Reizen naar Guam was tot 1962 beperkt tot militair personeel met een veiligheidsmachtiging. De opheffing van deze reisbeperking stimuleerde de ontwikkeling van de luchthaven, de International Air Terminal werd geopend in maart 1967. De exploitatie van de terminal werd in 1969 overgedragen aan het ministerie van Handel van de regering van Guam. In 1975 werd de Guam International Airport Authority (GIAA) opgericht als een afzonderlijk agentschap. Nadat het militaire Naval Air Station Agana in april 1995 werd gesloten, nam GIAA de activiteiten van de hele luchthaven over. In 1982 werd een nieuw passagiersterminalgebouw geopend en het huidige, veel grotere terminalgebouw werd tussen 1996 en 1998 gefaseerd geopend.
Na een periode van seizoensgebonden charters werd in 2014 de eerste reguliere vlucht naar het vasteland van China vanuit Guam opgezet. De United Airlines-dienst naar Shanghai Pudong International Airport begon op 29 oktober 2014. In 2022 waren de populairste bestemmingen op de luchthaven Honolulu (Inouye), Seoel (Incheon), Manilla (Aquino) en Tokio (Narita).